# Jegor Andrejewitsch Sorokin
Jegor Andrejewitsch Sorokin (russisch Егор Андреевич Сорокин; * 4. November 1995 in Sankt Petersburg) ist ein russischer Fußballspieler.

## Karriere

### Verein
Sorokin begann seine Karriere beim FK Tosno. Im Januar 2014 wechselte er in die Jugend von Rubin Kasan. Zur Saison 2014/15 rückte er in den Kader der drittklassigen Zweitmannschaft von Rubin. Im September 2014 debütierte er auch für die Profis von Kasan in der Premjer-Liga, als er am siebten Spieltag der Saison 2014/15 gegen den FK Rostow in der Nachspielzeit für Carlos Eduardo eingewechselt wurde. In der Saison 2014/15 kam er zu einem Einsatz für die Profis, für Rubin-2 absolvierte er 17 Spiele in der Perwenstwo PFL. Nach der Saison 2014/15 wurde Rubin-2 allerdings aufgelöst.
Nachdem er für die Profis in der Hinrunde der Saison 2015/16 ohne Einsatz geblieben war, wurde Sorokin im Januar 2016 nach Kasachstan an den FK Aqtöbe verliehen. In Aqtöbe kam der Verteidiger während der Leihe zu 29 Einsätzen in der kasachischen Premjer-Liga. Nach dem Ende der Leihe kehrte er im Januar 2017 nicht nach Kasan zurück, sondern schloss sich dem russischen Zweitligisten FK Neftechimik Nischnekamsk an. In Nischnekamsk kam er bis zum Ende der Saison 2016/17 zu zehn Einsätzen in der Perwenstwo FNL, aus der er mit dem Verein jedoch zu Saisonende abstieg.
Zur Saison 2017/18 kehrte Sorokin wieder nach Kasan zurück. In der Saison 2017/18 kam er zu 17 Einsätzen für Rubin in der Premjer-Liga. In der Saison 2018/19 gelang dem Innenverteidiger schließlich endgültig der Durchbruch in Kasan, in jener Spielzeit kam er zu 27 Ligaeinsätzen und erzielte dabei auch sechs Tore. Im September 2019 wechselte er zum Ligakonkurrenten FK Krasnodar, wurde allerdings für den Rest der Saison 2019/20 direkt wieder nach Kasan verliehen. Im Dezember 2019 wurde die Leihe vorzeitig beendet und Sorokin wechselte nach Krasnodar. In Krasnodar kam er bis zum Ende der Spielzeit zu acht Einsätzen in der Premjer-Liga. In der Saison 2020/21 absolvierte er 15 Partien. In der Saison 2021/22 kam er zu 26 Einsätzen. In der Saison 2022/23 stand er nur siebenmal am Feld.
Nachdem er zu Beginn der Saison 2023/24 nur noch für die Drittligamannschaft Krasnodars zum Einsatz gekommen war, kehrte er im September 2023 fest nach Kasan zurück. In Kasan spielte er aber keine Rolle und kam lediglich zu zwei Cupeinsätzen. Im März 2024 wechselte Sorokin daraufhin nach Kasachstan zu Jelimai Semei.

### Nationalmannschaft
Sorokin stand im September 2018 gegen die Türkei erstmals im Kader der russischen A-Nationalmannschaft. Sein Debüt im A-Team gab er im selben Monat, als er in einem Testspiel gegen Tschechien in der 87. Minute für Konstantin Rausch eingewechselt wurde.